# Julius Springer
Julius Springer (Berlino, 10 maggio 1817 – Berlino, 17 aprile 1877) è stato un imprenditore, editore politico tedesco, di origine ebraica.
Determinò il successo imprenditoriale della casa editrice Springer Verlag.

## Biografia
Era l'unico figlio unico del commerciante Isidor Springer e di sua moglie Marianne, morta prematuramente, Julius fu affidato alle cure dei nonna, prima di essere inviato nel collegio Cauersche Anstalt, che aderiva alla riforma pedagogica di Pestalozzi e di Jacob Ludwig Cauer (1792-1834), che precorreva il movimento noto come Educazione Nuova.
Nel 1832 completò la formazione superiore al liceo ginnasio Graues Kloster di Berlino. Nel frattempo, il padre ebreo aveva ottenuto il riconoscimento dei diritti civili, la cittadinanza e la possibilità di essere battezzato.
Al termine di un periodo di apprendistato nella libreria Enslin, negli anni successivi conobbe varie librerie in patria e all'estero per lavoro e nel tempo libero speso nelle escursioni (a Zurigo, Stoccarda e Parigi). All'età di 25 anni, il 10 maggio 1842, Julius Springer inaugurò la propria libreria a Berlino, in Breite Straße 20 (oggi numero 11). L'attività era sicura e stabile dal punto di vista finanziario, grazie al deposito del suo socio e compagno A. Faudel che ammontava a 3.000 monete d'argento dell'epoca.
Springer aveva già pubblicato a proprie alcuni libri, pamphlet e opuscoli su temi di attualità politica, tesi all'introduzione di maggiori diritti civili, democrazia e libertà in Germania. Essi furono motivo di ripetuti scontri con la censura dello Stato prussiano.

L'amnistia generale decretata dopo i moti del 1848 gli evitò diverse settimane di carcere. Nello stesso anno, Springer fu cooptato oper tre anni nell'amministrazione comunale di Berlino.
Sempre nel 1848, fu uno dei membri fondatori della Corporazione dei Librai Berlinesi (Korporation Berliner Buchhändler), esistente negli anni 2000, nella quale rimase per 26 anni ininterrotti.
Dieci anni più tardi, cedette la libreria e si trasferì a Monbijouplatz per dedicarsi esclusivamente all'editoria. La ditta Verlag von Julius Springer iniziò a pubblicare un numero crescente di manuali scolastici, libri di saggistica e specialistici, oltre a titoli per ragazzi e opere di narrativa. L'elenco degli autori della Springer comprendeva lo scrittore svizzero Jeremias Gotthelf, col quale l'editore condivise la passione per gli scacchi, un tema in merito al quale Springer diede alle stampe più libri di testo che videro molteplici edizioni, e ideò quello che sarebbe divenuto il marchio distintivo della sua azienda di famiglia.
Nel 1867 fu eletto membro del consiglio direttivo della Corporazione, con la quale collaborò per ulteriori cinque anni.

Parallelamente, nel 1869, ritornò per un secondo mandato nel consiglio comunale di Berlino, fino alla sua morte, sopraggiunta nel 1877. Inoltre, per decenni fu membro del consiglio pastorale della Chiesa di Santa Sofia a Berlino.
Julius Springer morì il 17 aprile 1877, al termine di una grave malattia. I suoi resti furono sepolti nel secondo cimitero protestante della Chiesa di Santa Sofia, nel quartiere Mitte di Berlino centro. La sua tomba fu distrutta durante i lavori di costruzione del muro di Berlino e dei sistemi di difesa dislocati su Bernauer Straße.

## Eredità
Springer è considerato un pioniere della legge nazionale e internazionale sul diritto d'autore. Le attività della casa editrice da lui avviata furono ereditate dai figli Ferdinand e Fritz.
Le due generazioni successive di imprenditori, formate dai figli Ferdinand Springer senior e Fritz Springer e dai nipoti Ferdinand Springer junior e Julius Springer d. J., diedero forma ad una casa editrice focalizzata nell'ambito della scienza e della tecnologia. Nel 1949, Heinz Götze entrò a far parte della casa editrice, della quale divenne amministratore delegato e partner, consolidandone l'orientandone tecnico-scientifico a livello globale.

La Springer-Verlag (Springer Science+Business Media) divenne uno dei maggiori editori al mondo in questo campo, riuscendo ad avere più di 170 vincitori del Premio Nobel nel proprio catalogo di autori.
In 30 anni di attività, Springer Verlag si era trasformata da un'impresa a conduzione famigliare con 4 impiegati alla seconda più grande casa editrice tedesca, con uno staff di 65 collaboratori.

## Famiglia
Julius Springer è il capostipite di un ramo di una numerosa famiglia di librai ed editori, ma anche di ingegneri, avvocati, artisti, galleristi e scienziati. Sposò Marie Oppert, con la quale ebbe dieci figli, tre dei quali raggiunsero l'età adulta: Ferdinando (1846–1906), Fritz (1850–1944) ed Ernst (1860–1944). Ferdinand e Fritz seguirono le orme del padre, rilevando le attività della casa editrice. Ernst, invece, intraprese la carriera forense.
Il secondogenito e il terzogenito restarono vittime dell'antisemitismo nazista in età molto avanzata, rispettivamente a 94 e a 84 anni. Fritz Springer scelse di suicidarsi per avvelenamento (in Stolperstein-Straße zum Löwen 12), mentre Ernst Springer fu deportato e morì nel ghetto di Theresienstadt, come ricordato da una delle pietre d'inciampo in Boothstraße n. 33.
I due nipoti Ferdinand Springer junior e Julius Springer Jr. furono entrambi arruolati nell'esercito tedesco durante la prima guerra mondiale. Quest'ultimo fu internato brevemente nel campo di concentramento di Oranienburg, dopo esser stato decorato con la Croce di Ferro alcuni anni prima. In seguito, l'editore fu arianizzato con il nuovo nome di Tönjes Lange e ottenne il privilegio di evitare la distruzione della casa editrice di famiglia, che poté riprendere la propria attività al termine della guerra.
Fra i pronipoti illustri della famiglia, si ricordano anche: Konrad Ferdinand Springer che collaborò con la casa editrice; l'editore statunitense Bernhard Springer, fondatore della Springer Publishing Company di New York; il pittore Ferdinand Springer (attivo a Grasse, in Francia); Rudolf Springer, proprietario di una galleria d'arte a Berlino nonché l'immunologo e oncologo Georg F. Springer, vissuto nello stato dell'Illinois.